# Macbeth (Schottland)
Macbeth (Mac Bethad mac Findlàich; * 1005; † 15. August 1057 in Lumphanan, Aberdeenshire) war schottischer König vom 14. August 1040 bis zu seinem Tod.

## Geschichtlicher Hintergrund
Im Schottland des 11. Jahrhunderts gab es keine erbliche Thronfolgeregelung; die Könige wurden innerhalb einer Gruppe von Thronberechtigten unter dem Tanistry-System gewählt. Das bedeutete in der Praxis oft Machtkämpfe zwischen den Anwärtern bis hin zum Mord. Macbeth war der Sohn von Findláech, der sich beim Ringen um die Thronfolge auf die falsche Seite geschlagen hatte. Findláech hatte Dabhda geheiratet, eine Tochter von Malcolm II. und Schwester von Bethoc, der Mutter des zukünftigen Königs Duncan I.
Diese Allianz mit dem Haus Atholl entfremdete ihn seiner eigenen Linie, dem Haus Moray, einer genealogischen Konstruktion, die auf einige Könige der Pikten im 8. Jahrhundert zurückgeht. Sein eigener Bruder befahl schließlich die Ermordung Findláechs durch dessen Neffen Gillecomgain und Malcolm. Malcolm starb 1029; auf ihn folgte Gillecomgain, der 1031 oder 1032 bei einem Überfall getötet wurde, den König Malcolm II. angeordnet hatte. Macbeth folgte seinem Cousin als Mormaer von Moray und heiratete Gillecomgains Witwe Gruoch, eine Enkelin von Kenneth III.; dadurch wurde Macbeth Stiefvater ihres Sohnes Lulach. Bereits in dieser Zeit trug er in herausfordernder Weise den Titel Rí Alban, König von Schottland.

## Macbeths Regierungszeit
Macbeth war Heerführer des schottischen Königs Duncan I. und besiegte diesen am 14. August 1040 in der Schlacht bei Elgin, woran auch Thorfinn Sigurdsson beteiligt war. Duncan kam zu Tode, seine Söhne flohen nach England und Irland. Im Gegensatz zu der Darstellung in William Shakespeares Drama Macbeth führte dieser Machtwechsel zu einer Verbesserung der Lage Schottlands. Seine Regierungszeit war gekennzeichnet von relativem Wohlstand, von Ruhe und Frieden im Inneren sowie nach außen. Er vereinigte die streitbaren schottischen Landesteile und sicherte Gesetz und Ordnung. In welchen geordneten Zuständen Schottland unter Macbeth war, zeigt zum Beispiel die Tatsache, dass er 1050 eine mehrmonatige Pilgerreise nach Rom unternehmen konnte und bei seiner Rückkehr das Land noch immer friedlich vorfand.
Im Jahr 1054 wurde Schottland von Siward, Earl of Northumbria überfallen. Der Ursprung von Siwards Konflikt mit den Schotten und der Zweck des Feldzugs sind unklar. Während dieser Invasion wurde irgendwo in Schottland nördlich des Firth of Forth eine Schlacht ausgetragen, die als "Schlacht der Siebenschläfer" (27. Juli) oder "Schlacht von Dunsinane" bekannt ist. Die Überlieferung, dass die Schlacht tatsächlich in Dunsinane Hill stattfand, hat ihren Ursprung in der späteren mittelalterlichen Legende. Die früheste Erwähnung von Dunsinane als Ort der Schlacht findet sich im frühen 15. Jahrhundert.
Am 15. August 1057 fiel Macbeth im Kampf gegen Duncans Sohn Malcolm III. durch die Hand MacDuffs. Macbeths Stiefsohn Lulach hielt sich als König noch bis 1058. Malcolm hatte sich für seinen Kampf gegen Macbeth der Unterstützung des englischen Königs Eduard des Bekenners versichert. Das führte in der Folge zu einem zunehmenden Einfluss Englands auf Schottland, und die keltische Kultur wurde mehr und mehr von der angelsächsischen, nach 1066 von der normannisch-französischen zurückgedrängt.
Macbeths Grab befindet sich auf Iona. Er ist der letzte dort bestattete schottische König.

## Künstlerische Verarbeitung: Shakespeare und andere
Das Schauspiel Macbeth, eines der bekanntesten Dramen William Shakespeares, basiert nicht auf den geschichtlichen Tatsachen, sondern auf einer Darstellung durch den Chronisten Raphael Holinshed aus dem 16. Jahrhundert. Sie schildert Macbeths Wandlung vom Getreuen Duncans zum Königsmörder, der zunehmend dem Wahnsinn verfällt.
Die Opern Macbeth von Giuseppe Verdi und Macbeth von Ernest Bloch beruhen ihrerseits auf Shakespeares Drama.
Die Disneyserie Gargoyles – Auf den Schwingen der Gerechtigkeit verarbeitet ebenfalls die Geschichte des schottischen Königs Macbeth neben einigen anderen Themen der u. a. britischen Geschichte und Sagenwelt.
Die britische Heavy-Metal-Band Hell verfasste einen Song über Macbeth.
Roman Polański verfilmte Shakespeares Drama 1971 mit dem Film The Tragedy of Macbeth (deutscher Titel: Macbeth) mit Jon Finch als Protagonisten.
2015 verfilmte Justin Kurzel das Drama mit dem Film Macbeth mit Michael Fassbender in der Hauptrolle.